# En natt på stan
En natt på stan (originaltitel: Adventures in Babysitting) är en amerikansk långfilm från 1987 i regi av Chris Columbus.

## Handling
Chris Parker går med på att sitta barnvakt efter en mindre lyckad dejt. Chris förväntar sig en slö och långtråkig kväll som barnvakt. Hon sätter sig för att titta på TV med de tre barnen, och mycket riktigt blir Chris snart uttråkad. Men plötsligt tar kvällen en oväntad vändning då telefonen ringer - Brenda, en nära vän till Chris, är desperat och befinner sig på en busshållplats någonstans i Chicago och vill att Chris ska komma och hämta henne då hon inte vet var hon befinner sig. Chris tar med sig barnen och snart befinner de sig mitt i ett äventyr de sent ska glömma.

## Om filmen
År 1989 planerades en TV-serie baserad på filmen. Ett pilotavsnitt spelades in, men mer än så blev det inte. CBS, som erbjöds att finansiera serien, gillade inte avsnittet så det sändes aldrig i TV.
Filmen, som blev Chris Columbus debut som regissör, var påtänkt redan på 1960-talet, men blev aldrig av då och under 1970-talet bestämde sig filmbolaget för att lägga projektet åt sidan ett tag. Under mitten av 1980-talet bestämde sig regissören Chris Columbus för att ta tag i filmprojektet på nytt. Ursprungligen var det tänkt att Jane Fonda skulle spela huvudrollen, men Columbus ansåg att hon var för gammal och erbjudandet gick då istället till Bridget Fonda - men hon avböjde.
Senare erbjöds både Valerie Bertinelli och Michelle Pfeiffer huvudrollen i filmen men båda avböjde. Melanie Griffith provspelade för huvudrollen men drog sig snabbt ur projektet. 

## Rollista i urval
- Elisabeth Shue - Chris Parker
- Maia Brewton - Sara
- Keith Coogan - Brad
- Anthony Rapp - Daryl
- Penelope Ann Miller - Brenda
- Bradley Whitford - Mike